# Северинівка (Березівський район)
Севери́нівка (в минулому — Потоцьке) — село Іванівської селищної громади Березівського району Одеської області в Україні. Населення становить 551 осіб.

## Історія

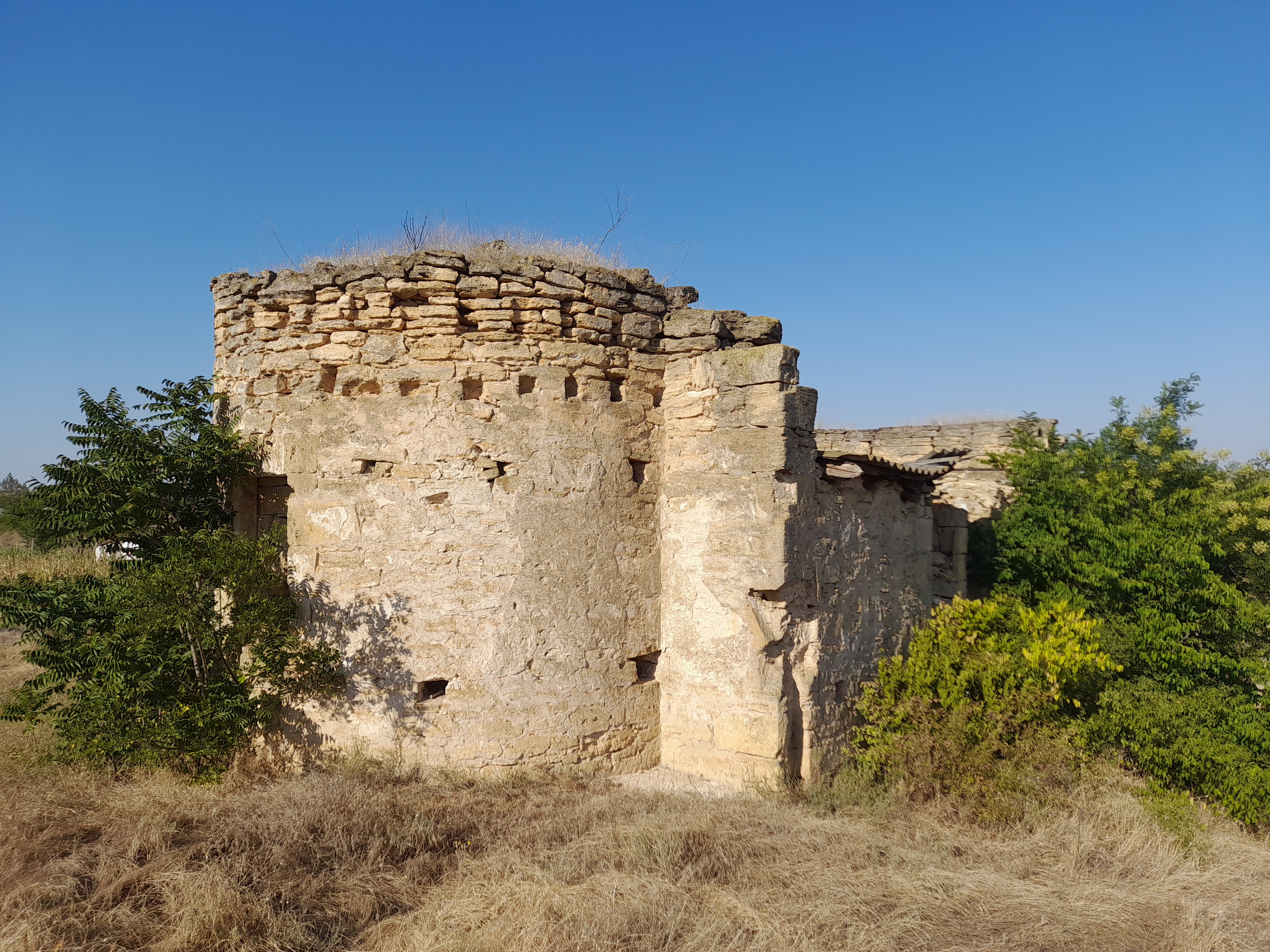
Руїни костелу Св. Северина

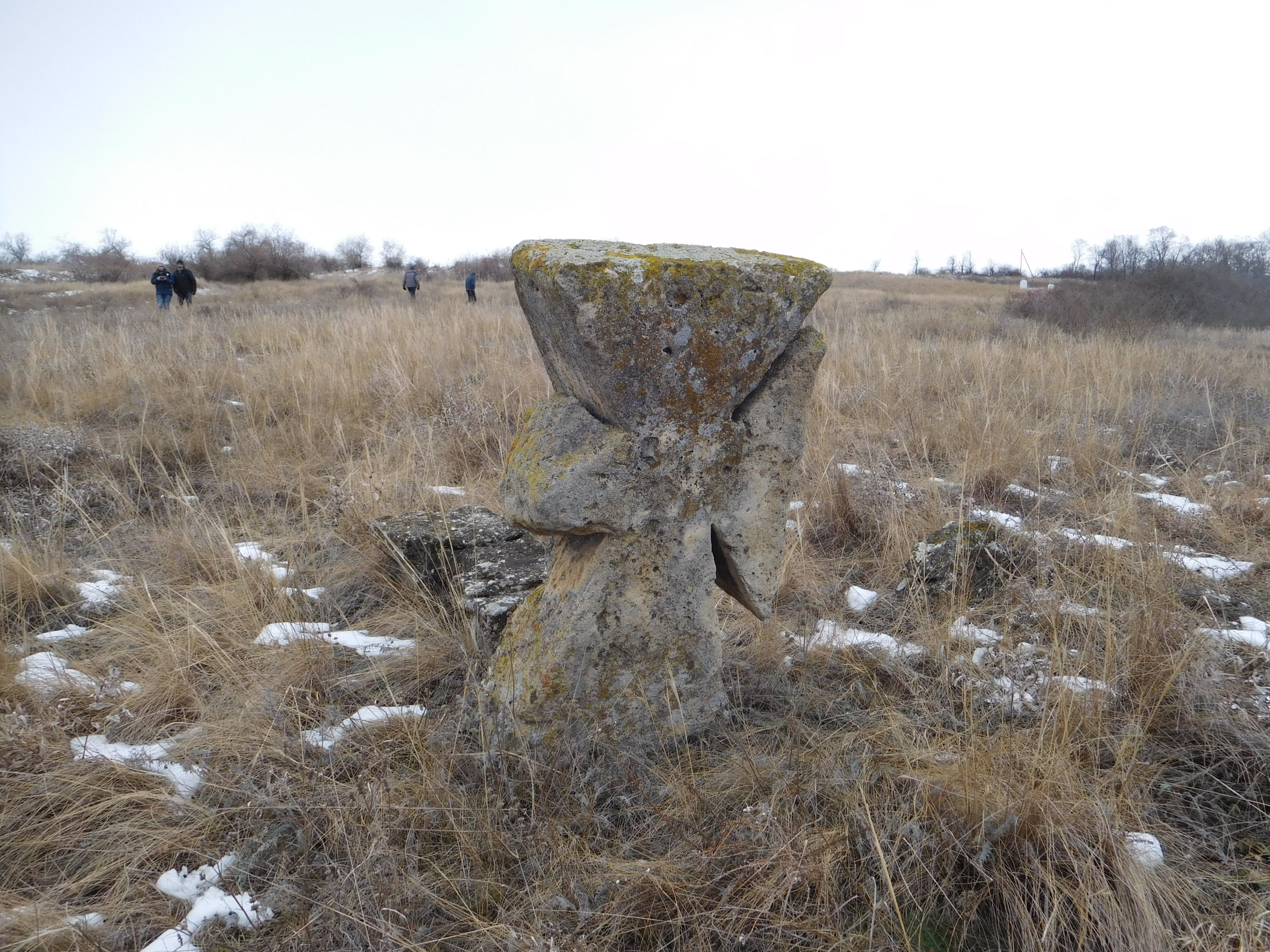
Старий цвинтар у Северинівці

Северинівка була заснована графом Северином Потоцьким після закінчення Російсько-турецької війни 1787—1792 років. В цей час йому було виділено 6 тисяч десятин орної землі неподалік Одеси. Граф назвав село на свою честь Потоцьке. 
Через вдале розташування село швидко розросталося. Вже 3 липня 1806 року селище Потоцьке перейменовують в містечко Северинівка. Тут проходила важлива поштова дорога з Балти до Одеси. Тут же проходив і торговий шлях, яким доставляли до Одеси хліб, борошно, овочі, фрукти та інші товари. В той час на містечко Северинівка мало 9 заїжджих дворів, де могли зупинитись на ночівлю і вельможі, і торговці, і селяни. В центрі містечка був розташований графський будинок, оточений величезним садом. На початку XIX століття Северин Потоцький збудував у містечку Івано-Богословський храм.
У липні 1919 року мешканці села Северинівка підтримали антибільшовицьке повстання українських селян та німецьких колоністів, викликане продрозкладкою та насильницькою мобілізацією до Червоної армії.

## Населення
Згідно з переписом 1989 року населення села становило 686 осіб, з яких 330 чоловіків та 356 жінок.
За переписом населення 2001 року в селі мешкала 551 особа.

### Мова
Розподіл населення за рідною мовою за даними перепису 2001 року:
| Мова       | Відсоток |
| ---------- | -------- |
| українська | 94,82 %  |
| російська  | 4,34 %   |
| румунська  | 0,5 %    |
| болгарська | 0,33 %   |

## Пам'ятки

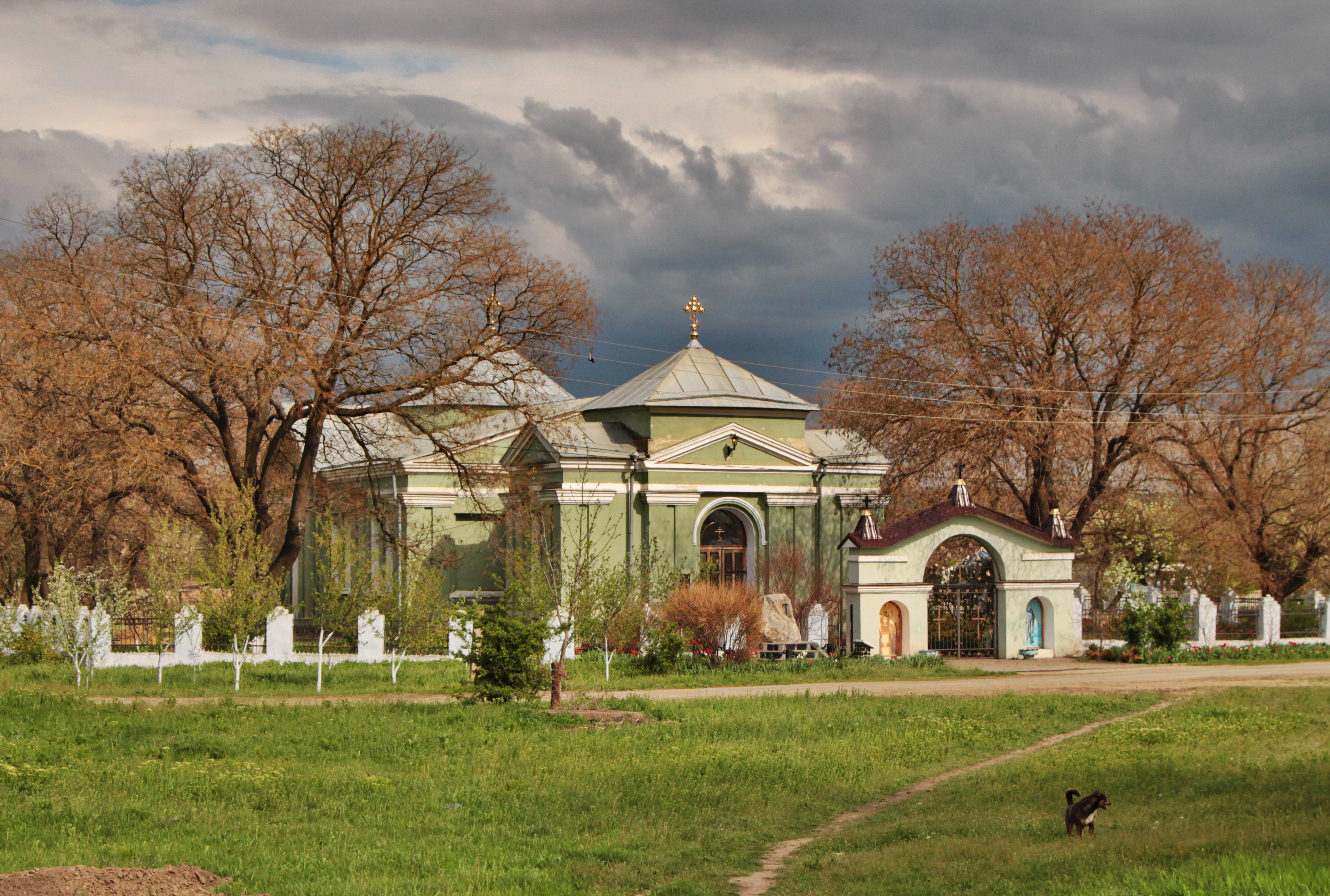
Свято-Іоанно Богословська церква

Головною пам'яткою села є Свято-Іоанно Богословська церква, яка внесена до переліку об'єктів культурної спадщини. Близько кілометра від православної церкви — руїни римо-католицького костьолу Святого Северина, спорудженого за рахунок Северина Потоцького в 1800 році, в 1801-му був освячений єпископом М. Сераковським. За радянських часів костел використовувався як склад, відповідно на теперішній час знаходиться у жалюгідному стані перетворившись на руїни. Він навіть не внесений до реєстру обласного управління по охороні культурної спадщини. Відразу за костелом знаходиться старовинне кладовище із кам'яними хрестами мальтійського типу. На кладовищі є руїни склепу, де імовірно був похований Северин Потоцький.
Садиба Потоцьких була  розташована на місці сучасної школи, у 1892 році вона згоріла. При пожежі загинув останній власник села пан Сухомлинов. В пам'ять про свого чоловіка Надія Сухомлинова збудувала на місці садиби першу земську школу в цих краях. У 1896 році школа була відкрита.
2012 року в день храмового свята біля Івано-Богословської церкви був відкритий пам'ятний знак засновнику села графу Северину Потоцькому.
Поблизу села розташований ландшафтний заказник місцевого значення Верхній Ліс, який створювався понад 200 років.

### Джерело «Третій Бог»
Джерело «Третій Бог» — природна пам'ятка села. Про появу джерел місцеві жителі розповідають таку легенду. Одному з жителів приснився сон (віщий, приснилася матір Божа) в якому він іде кудись і знаходить цю галеру. Різко прокинувшись, він вибігає з дому і йде по тих місцях, які бачив уві сні. Він розуміє, що тут бути не може, але продовживши пошуки, він знайшов кілька джерел води. Він таки знайшов своє золото. Адже в наших степах, а особливо в 19 столітті питна вода була багатством. З того часу гору, на якій знаходяться ці джерела, стали називати Божою горою, а джерела Божими або Богами.Зараз залишилось тільки одне з п'яти джерел.

## Цікаві факти
- Біля Северинівки неодноразово проходили ралійні перегони національної гоночної серії «Кубок Лиманів»

## Особистості
- Приблуда Зіновій Ісакович (1887—1962) — фізик, один з фундаторів української наукової школи методики фізики, професор.